# Idril
Idril Celebrindal je namišljena oseba iz Tolkienove mitologije. Idril je hčerka Turgona in Elenwë, Tuorjeva žena in mati Eärendila Pomorščaka. Njeno ime se v quenyi glasi Itarildë. 
Idril Celebrindal je bila edini otrok Turgona in njegove žene Elenwë. V Idril je bil skrivaj zaljubljen njen bratranec Maeglin, sin Temnega vilina Eöla in Aredhel, Turgonove sestre, vendar je Idril prezirala njegov temen značaj. 
Ko je v Gondolin prišel Tuor, Huorjev sin, se je Idril zaljubila vanj. Ker je Turgon vzljubil Tuorja, je Idril dovolil, da se poroči z njim. To je bil drugi zakon med človekom in vilinko. Prvi tak zakon je bil med Bernom in Lúthien. 
Ko se je Tuor postaral je skupaj z Idril odplul na Zahod. Vilini in Dúnedain verjamejo, da sta prispela v Valinor in zdaj živita tam.
```
       
Fingolfin
     
Galdor
       
Thingol
 = 
Melian

            |            |                |
            |            |          (1)   |
         
Turgon
         
Huor
   
Beren
 = 
Lúthien

            |     (2)     |          |
          
Idril
 ======= 
Tuor
        
Dior
 = 
Nimloth

                   |                     |
                   |                -------------
                   |                |           |
                
Eärendil
 ======== 
Elwing
   
Eluréd in Elurín

                             |
                      ------------------
                      |                |
                    
Elros
            
Elrond
 = 
Celebrían

                      |                     |
              
Númenorski kralji
             |
                      :                     |
                   
Elendil
                  |
                      :                     |
               
Arnorski kralji
              |    
                      :                ---------------
         
Dúnedainski vodje
             |             |
                      :       (3)      |             |
                   
Aragorn
 ========= 
Arwen
  
Elladan
 in 
Elrohir

                               |
                           
Eldarion
```

Poroke med vilini in ljudmi so oštevilčene.